# Folie à deux
Folie à deux (/fo'li.a.dø/ do francês, "Delírio a dois", pronúncia aproximada: foli-à-dê), Transtorno psicótico induzido ou Transtorno psicótico compartido é uma síndrome psiquiátrica na qual sintomas psicóticos são compartilhados por duas pessoas, geralmente da mesma família ou próximas. Quando a família tem uma estrutura psicótica pode ser chamada de folie en famille. Esse termo deve ser usado para descrever a relação psicopatológica independente dos diagnósticos individuais dos envolvidos.

## Características

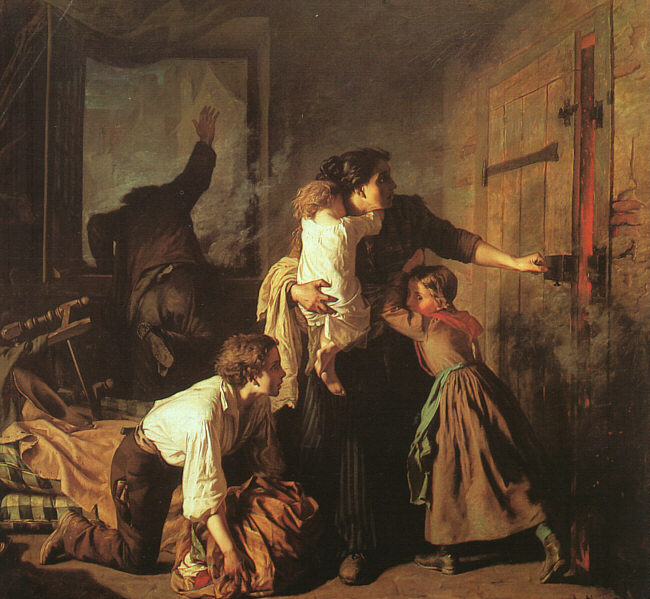
É comum que medos e angústias mal fundamentados (paranoias) dos pais sejam introjetada nos filhos, não só por sugestionabilidade, como também pelo possível compartilhamento de genes, cultura e influências sociais em comum.

Pode ser necessário separar os envolvidos durante o tratamento para prevenir que eles reforcem os comportamentos inadequados entre si. Quando o transtorno está sendo induzido por um psicótico (chamado de primário) em uma ou mais pessoas vulneráveis, porém com boa capacidade de interpretação da realidade social, os sintomas das vítimas tendem a desaparecer apenas com terapia, sem a necessidade de medicamentos.
É mais frequente em famílias que vivam juntas (principalmente pais e filhos próximos) pelos fatores genéticos, ambientais, interpessoais, sociais e culturais compartilhados entre eles e envolvidos na formação de uma psicose.
Adolescentes e adultos jovens são mais vulneráveis a psicoses. Ileno Costa e Isalena Carvalho (2007) defendem que toda psicose é resultado de um adoecimento da estrutura familiar e da própria sociedade sendo protagonizada por indivíduos vulneráveis. E a possibilidade de compartilhar sintomas psiquiátricos mesmo em pessoas sem genética reforça a importância que o psicológico, a sociedade e o ambiente têm sobre os indivíduos em oposição ao modelo tradicional que considerava a psicose como uma doença apenas genética.

## Classificações
Pode ocorrer por imposição em uma relação de poder (Folie imposée ou communiquée) quando uma pessoa impõe crenças altamente prejudiciais, inadequadas e socialmente não-compartilhadas (ex: cultos novos, teorias de conspiração...) para uma ou mais pessoas vulneráveis ou ambos podem ter transtornos psicóticos e compartilharem suas crenças entre si (Folie simultanée ou induite), influenciando o comportamento um do outro.
Quando envolve mais de duas pessoas pode ser chamada de folie à tróis (loucura a três), folie à quatre (loucura a quatro) ou folie à plusieurs (loucura de muitos). E possível que alguns cultos radicais extremistas, suicídios em massa e teoristas de conspiração possam ser casos de folie à plusieurs, popularmente conhecidos como histeria coletiva. 

### Subtipos
Gralnick (1942) formulou 4 subtipos :
- Folie imposée: Ideias delirantes são impostas a uma pessoa saudável e desaparece quando separado do psicótico causador.
- Folie communiquée: Após longo período de resistência a pessoa saudável aceita as ideias delirantes, que persistem quando é separado do psicótico primário.
- Folie simultannée: Quando ambos psicóticos de gravidade similar trocam ideias delirantes. Comum em hospitais psiquiátricos. Associado a vulnerabilidade e fatores depressivos.
- Folie induite: Um paciente com psicose mais grave adiciona novas ideias delirantes a um paciente com psicose mais leve.

## Tratamento
Frequentemente é necessário começar o tratamento separando os dois envolvidos. O caso primário geralmente exige tratamento com antipsicóticos, acompanhamento psicoterápico e terapia organizacional. Dependendo do caso, o caso secundário também pode exigir medicação, mas caso o afastamento seja suficiente pode-se restringir o tratamento ao acompanhamento psicológico semanal.